# لوس غواخاريس
بلدية لوس غواخاريس (بالإسبانية: Los Guájares) هي بلدية تقع في مقاطعة غرناطة التابعة لمنطقة أندلوسيا جنوب إسبانيا.

## الديموغرافيا
بلغ عدد سكان بلدية لوس غواخاريس 1.194 نسمة عام 2011 (وفقاً للمعهد الوطني الإسباني للإحصاء).
| 1.382 | 1.327 | 1.246 | 1.274 | 1.328 | 1.243 | 1.194 |